# البازار (مسلسل)
البازار هو مسلسل تركي مدبلج، عرض على قناة أبو ظبي، بطولة اسلي تاندوغان.

## قصة المسلسل
مسلسل البازار مبني على سوق كمكان تنطلق منه أحداث عدة متنوعة تبدأ من أزمات تجار السوق وتحديداً تجار السجاد وسعيهم للخروج من ضائقة مالية أحاطت بهم أوشكت أن تحيلهم إلى التقاعد والإفلاس وإغلاق محلاتهم، وفي الطريق إلى حل الأزمة تطفو على السطح قصة حب تجمع بين (ديار) الفتاة الجميلة معلمة النسيج و(جمال) التاجر الغني الذي سينقذ تجار السوق من أزمتهم